# Hillman 80 hp
Der Hillman 80 hp ist eine 4-türige Oberklasse-Limousine, die Hillman nur 1936 anbot.
Er hat einen seitengesteuerten 6-Zylinder-Reihenmotor mit 3181 cm³ Hubraum, der die Hinterräder antreibt. Der Wagen war als 4-türige Limousine erhältlich und erreicht eine Geschwindigkeit von 117 km/h. 
Mit dem gleichen Motor wurde der Hillman Hawk angeboten.